# Friedrich Rainer
Friedrich Rainer (ur. 28 lipca 1903 w Sankt Veit an der Glan, zm. 19 lipca 1947 w Lublanie) – polityk nazistowski,

## Życiorys
Był synem nauczyciela. Studiował prawo na uniwersytecie w Grazu. Od 1938 do 1941 gauleiter Salzburga i poseł do Reichstagu, od 18 listopada 1941 gauleiter Karyntii, jednocześnie szef administracji cywilnej w okupowanej Karyntii południowej i Krainie (w praktyce w Słowenii), od 10 września 1943 także w Adriatisches Küstenland (okupowanych przez Niemcy części Włoch nad Morzem Adriatyckim, straconych w 1919 przez Austrię), od 1943 SS-Obergruppenführer.